# Leszek Trębski
Leszek Trębski (ur. 7 maja 1962 w Mokrej Lewej) – polski polityk i samorządowiec, od 2006 do 2014 prezydent Skierniewic.

## Życiorys
Syn Mariana. Ukończył studia na Wydziale Elektrycznym Politechniki Łódzkiej oraz studia podyplomowe na Wydziale Ekonomiczno-Socjologicznym Uniwersytetu Łódzkiego.
Do 1993 pracował jako kierownik Działu Handlowego Akademickiej Spółdzielni Pracy „Puchatek” w Łodzi. Następnie prowadził własną działalność gospodarczą. W 2006 został zarządcą komisarycznym w Zakładach Artykułów Technicznych „ARTECH” w Łodzi.
Należał do Unii Pracy, później został członkiem Prawa i Sprawiedliwości (z jego listy kandydował do Sejmu w 2001). W 2002 uzyskał mandat radnego skierniewickiej rady miasta.
W wyborach samorządowych w 2006 został wybrany na prezydenta tego miasta, pokonując w drugiej turze dotychczasowego prezydenta Ryszarda Bogusza. 6 lipca 2008 odbyło się referendum lokalne nad odwołaniem go z tego stanowiska, którego wyniki okazały się niewiążące z braku wymaganej frekwencji. W 2010 został wykluczony z PiS i nie otrzymał rekomendacji na kolejną kadencję.
W wyborach w 2010, ubiegając się o reelekcję na urząd prezydenta Skierniewic, w pierwszej turze uzyskał poparcie na poziomie 36,99%. Przeszedł do drugiej tury z kontrkandydatem Krzysztofem Jażdżykiem (który uzyskał 20,21% głosów), a następnie wygrał wybory z poparciem 54,7% głosów. W tym samym roku utworzył własny komitet wyborczy FORUM, który wprowadził 7 radnych miejskich (najwięcej spośród startujących ugrupowań). W wyborach w 2014 nie został wybrany na kolejną kadencję – w drugiej turze otrzymał 7259 głosów, zaś jego konkurent Krzysztof Jażdżyk zdobył 9608 głosów (56,96% poparcia). Leszek Trębski uzyskał natomiast mandat radnego rady miejskiej. Ponownie związał się z PiS, w 2015 był kandydatem tego ugrupowania do Sejmu.
W 2013 otrzymał Brązową Odznakę „Zasłużony dla Ochrony Przeciwpożarowej”.